# Колдуэлл, Малкольм
Джеймс Алекса́ндр Ма́лкольм Ко́лдуэлл (англ. James Alexander Malcolm Caldwell) — британский левый журналист марксистского толка. Известен своей критикой внешнеполитического курса США и поддержкой коммунистического движения в странах Юго-Восточной Азии, в частности лоббировал интересы «красных кхмеров». В 1967—1970 гг. — председатель кампании за ядерное разоружение (CND). Убит после встречи с Пол Потом при невыясненных обстоятельствах в декабре 1978 года; члены его семьи и публицист Уилфред Бэрчетт считают, что приказ о его убийстве был выдан полпотовцами.

## Биография
Малкольм Колдуэлл родился в Шотландии в семье шахтера. Окончил Ноттингемский и Эдинбургский университеты, прослужил два года в британской армии, дослужившись до звания сержанта. В 1959 году стал научным сотрудником в школе восточных и африканских исследований Лондонского университета. Оставаясь перспективным преподавателем, Колдуэлл вел активную общественно-политическую деятельность. Стал известен своей критикой капитализма и западного мира, в особенности внешней политики США. В 1978 году Колдуэлл стал одним из кандидатов от Лейбористской партии на местных выборах.

## Убийство
Колдуэлл приветствовал победу «красных кхмеров» в апреле 1975 года. Будучи ярым сторонником режима Пол Пота, он сознательно преуменьшал число жертв геноцида, за что его публикации были подвергнуты резкой критике со стороны других наблюдателей.
В декабре 1978 года Колдуэлл был членом, вместе с Элизабет Беккер и Ричардом Дадманом, одной из немногих групп западных журналистов и писателей, приглашенных посетить Камбоджу с тех пор, как к власти пришли «красные кхмеры». Троим посетителям провели тщательно структурированную экскурсию по стране. «Мы путешествовали в пузыре», — писала Беккер. «Никому не разрешалось говорить со мной свободно». 22 декабря Колдуэлл имел личную аудиенцию у Пол Пота. После встречи он вернулся в гостевой дом в Пномпене, где они трое остановились, в настроении, которое Беккер описал как «эйфорическое». Около 11 часов вечера той ночью Беккер проснулась от звука выстрелов. Она вышла из своей спальни и увидела вооруженного до зубов камбоджийца, который направил на нее пистолет. Она вбежала обратно в свою комнату и услышала, как двигаются люди, и еще больше выстрелов. Час спустя камбоджиец подошел к двери ее спальни и сказал ей, что Колдуэлл мертв. Она и Дадман пошли в его комнату. Он был застрелен в грудь. В его комнате также находилось тело камбоджийца, возможно, того самого человека, который направил пистолет на Беккер.
Мотивы убийства Колдуэлла остаются невыясненными. Эндрю Энтони, пишущий в The Observer, отмечает: «Определенно, должно быть, была какая-то внутренняя причастность, поскольку гости были под охраной. Но кто дал указания охранникам и почему они это сделали, остается предметом спекуляций». Журналист Уилфред Берчетт и некоторые члены семьи Колдуэлла считают, что Колдуэлл был убит по приказу Пол Пота, возможно, после разногласий между ними во время их встречи. Это мнение также разделял австралийский историк и друг Колдуэлла Кейт Виндшуттл, который утверждал, что Колдуэлл был застрелен «двумя приспешниками Пол Пота». В качестве альтернативы были арестованы четверо охранников гостевого дома, и двое из них признались после пыток в тюрьме S-21 «красных кхмеров», что убийцы были подрывниками, пытавшимися подорвать режим «красных кхмеров», и что Колдуэлл был убит «чтобы помешать Партии собрать друзей в мире». Через три дня после убийства Колдуэлла вьетнамцы вторглись в Камбоджу и вскоре положили конец правительству «красных кхмеров». Беккер сказала: «Смерть Малкольма Колдуэлла была вызвана безумием режима, которым он открыто восхищался».